# Anyphops immaculatus
Anyphops immaculatus là một loài nhện trong họ Selenopidae.
Loài này thuộc chi Anyphops. Anyphops immaculatus được George Newbold Lawrence miêu tả năm 1940.